# Камінь на дорозі (збірка анімаційних мініатюр)
«Камінь на дорозі» — збірка анімаційних мініатюр 1968 року Творчого об'єднання художньої мультиплікації студії Київнаукфільм. До збірки входили чотири фільми-дебюти: «Демагог» (інша назва — «Діалог»), «Камінь на дорозі», «Колона», «Суперечка» — соціально-політична сатира про інтелегенцію наших часів.

## «Камінь на дорозі. Демагог»
- Режисер: Володимир Гончаров
- Сценарій: Фелікс Кривін
- Художник: Володимир Гончаров
- Оператор: Анатолій Гаврилов
- Композитор: Віталій Годзяцький
- Звукорежиссер: Ізраїль Мойжес

## «Камінь на дорозі. Колона»
Над мультфільмом працювали:
- Режисер: Єфрем Пружанський
- Сценарій: Ю. Бусаренков
- Художник: Генріх Уманський
- Оператор: Анатолій Гаврилов
- Композитор: Мирослав Скорик
- Звукорежиссер: Ізраїль Мойжес Стрічка втрачена

## «Камінь на дорозі. Суперечка»
Над мультфільмом працювали:
- Режисер: Володимир Дахно
- Сценарій: Віктор Славкін
- Художник: Анатолій Вадов
- Оператор: Анатолій Гаврилов
- Композитор: Мирослав Скорик
- Звукорежиссер: Ізраїль Мойжес Стрічка втрачена

## «Камінь на дорозі. Камінь на дорозі»

Кадр з мультфільму «Камінь на дорозі»

### Сюжет
Намальований у стилі мінімалізму, строгими лініями і без яскравих кольорів мультфільм розповість про людську зловтіху. Чоловік спотикається об камінь на дорозі. Звичайно, йому прикро, боляче і неприємно, але він швидко знаходить розраду в нещасті іншого бідолахи, що зачепився за цей же камінь. І вже вдвох вони радісно чекають чергову жертву каменю.

### Над мультфільмом працювали
- Режисер: Володимир Гончаров
- Сценарій: Володимир Гончаров
- Художник: Володимир Гончаров
- Аніматор: Анатолій Солін
- Оператор: Анатолій Гаврилов
- Композитор: Віталій Годзяцький
- Звукорежиссер: Ізраїль Мойжес

## Дивись також
- Фільмографія ТО художньої мультиплікації студії «Київнаукфільм»